# دع الكتالونيين يصوتون
دع الكتالونيين يصوتون هو بيان دعم دولي لاستفتاء الاستقلال الكتالوني.
يشير البيان إلى أن أفضل طريقة لحل النزاعات الداخلية المشروعة هي استخدام أدوات الديمقراطية ويدعو الحكومة الإسبانية ومؤسساتها ونظيراتها الكتالونية إلى العمل معًا للسماح لمواطني كتالونيا بالتصويت على مستقبلهم السياسي. ثم تفاوض بحسن نية بناءً على النتيجة. يعلن البيان أن حقيقة منع الكتالونيين من التصويت يبدو أنها تتعارض مع المبادئ التي تلهم المجتمعات الديمقراطية.
تم التوقيع على البيان من قبل العديد من الشخصيات ذات الأهمية الدولية، بما في ذلك الفائزون الخمسة بجائزة نوبل التالية: ريغوبيرتا مينشو وديزموند توتو وأدولفو بيريز إسكيفيل وداريو فو وجودي ويليامز.